# Тяньцзиньская зона экономического и технического развития

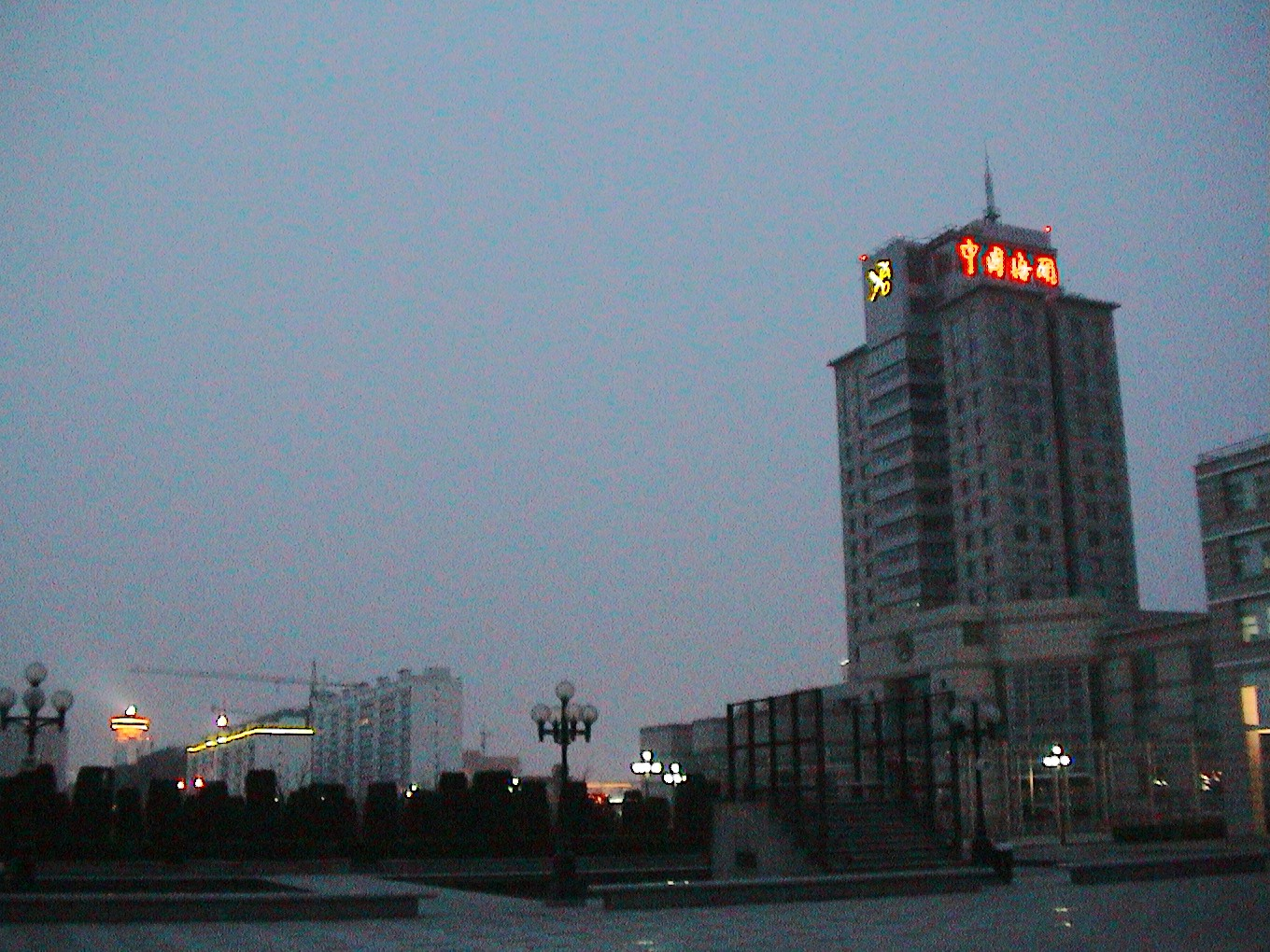
Таможни в TEDA, Тяньцзинь (2003)

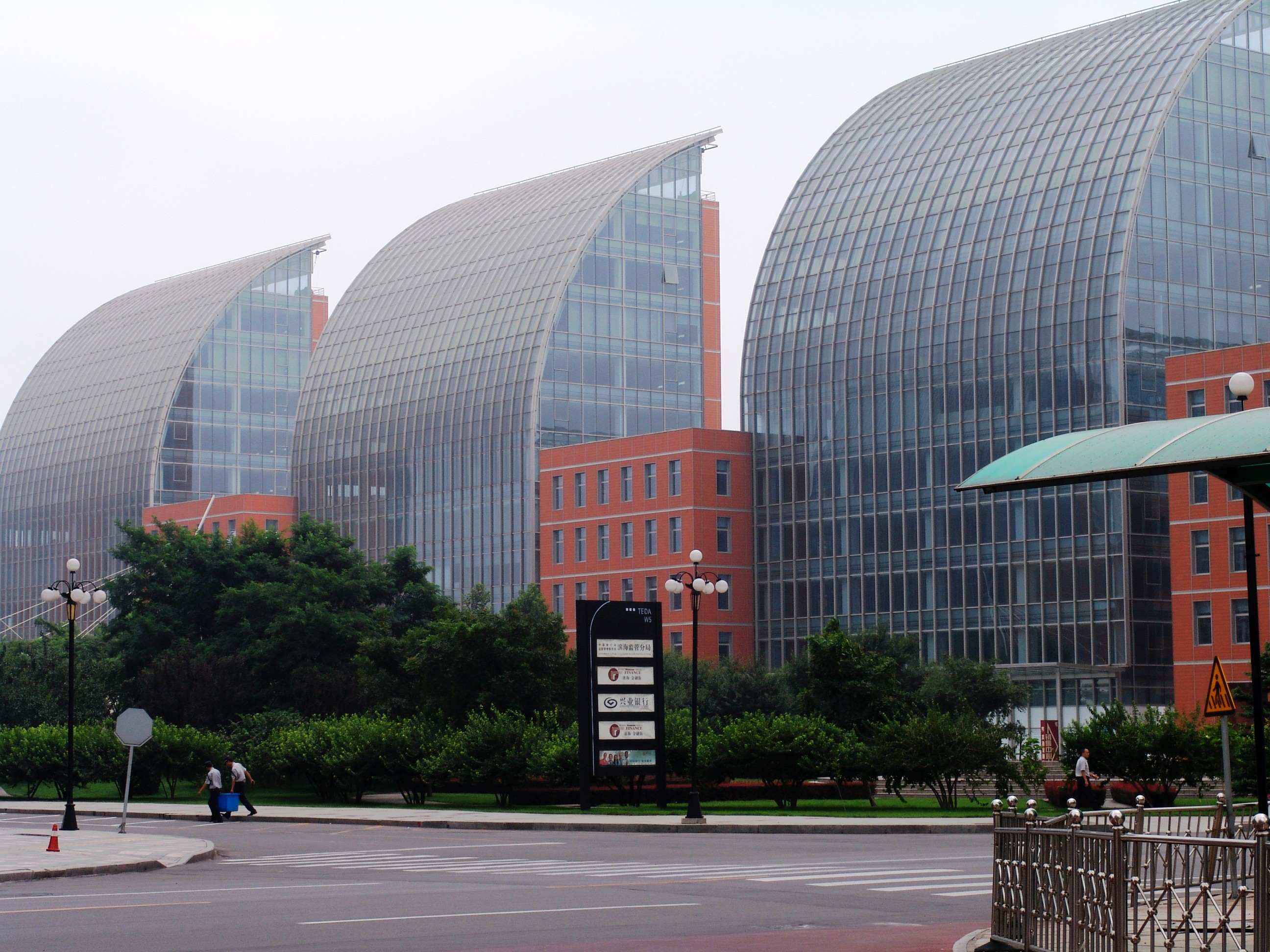
Финансовая улица в Тяньцзиньской зоне экономического и технического развития, Тяньцзинь (2004)

Тяньцзиньская зона экономического и технического развития — (кит. 天津经济技术开发区), английская аббревиатура — TEDA, паллад. "Тай да" (кит. 泰达). Главная зона со свободным рынком города Тяньцзиня (КНР), располагается в районе Тангу. Зона была основана по указу Госсовета КНР 6 декабря 1984 года и стала одной из первых ОЭЗ в КНР. В настоящее время представительство иностранного бизнеса в зоне — примерно на уровне Шанхая.
Располагается в 60 километрах к востоку от Тяньцзиня. Общая площадь — 33 км². Кроме того, в некоторых других районах города основаны промышленные районы и технологические парки, которые организационно отностятся к TEDA.
Начиная с 1997 года, Министерство коммерции КНР инициировало новую программу привлечения иностранных инвестиций и развития инвестиционной среды на национальном уровне. Были задействованы все имеющиеся на тот момент экономические зоны. Для зон развития национального уровня предусматривалось наличие восьми основных индикаторов — общая экономическая мощь, уровень развития инфраструктуры, цена входа, людские ресурсы и возможности их эффективного перемещения, развитие общества, состояние окружающей среды, возможности для технологических инноваций, система менеджмента, а также эффективность функционирования в целом. За 12 лет развития TEDA возглавила список таких зон. Она же — лидер по инвестициям в КНР и в целом в АТР.
TEDA граничит с морем. На её территории располагается порт, коммерческие объекты (здания и сооружения), городские «спальные» районы, а также транспортная сеть высокой интенсивности. Также здесь находится крупный платный мост через реку Хайхэ. Являясь фактически частью города, TEDA располагается в 40 минутах езды от центра города Тяньцзиня. В 2004 году широкой публике был представлен новая скоростная транспортная система Бинхай (англ. Binhai Mass Transit), которая связывает центр с зоной и позволяет существенно сократить время поездки.
Приток иностранных граждан в TEDA связан с развитием Международной школы, учредителями которой являются крупные ассоциации WASC и CIS. Международная школа в TEDA была открыта в 1995 году.
TEDA также располагает Футбольным стадионом TEDA, который является домашним стадионом для футбольной команды Супер лиги Китая Тяньцзинь Тэда. Строительство стадиона окончено в 2004 году.
В 2007 году в TEDA был открыт транслёр.